# Bruno Godeau
Bruno Godeau (Bruxelles, 10 maggio 1992) è un calciatore belga, difensore del Sint-Truiden.

## Caratteristiche tecniche
È un difensore centrale.

## Carriera

### Club
Cresciuto nelle giovanili dell'Anderlecht, ha esordito il 20 ottobre 2012 con la maglia dello Zulte Waregem in un match perso 3-0 contro il Lokeren.

### Nazionale
Ha giocato nelle nazionali giovanili belghe Under-18 ed Under-21.

## Statistiche

### Presenze e reti nei club
Statistiche aggiornate al 7 luglio 2017.
| Stagione             | Squadra              | Campionato           | Campionato | Campionato | Coppe nazionali | Coppe nazionali | Coppe nazionali | Coppe continentali | Coppe continentali | Coppe continentali | Altre coppe | Altre coppe | Altre coppe | Totale | Totale | Totale |
| Stagione             | Squadra              | Comp                 | Pres       | Reti       | Comp            | Pres            | Reti            | Comp               | Pres               | Reti               | Comp        | Pres        | Reti        | Pres   | Reti   |        |
| -------------------- | -------------------- | -------------------- | ---------- | ---------- | --------------- | --------------- | --------------- | ------------------ | ------------------ | ------------------ | ----------- | ----------- | ----------- | ------ | ------ | ------ |
| 2012-2013            | Zulte Waregem        | PL                   | 20         | 1          | CB              | 1               | 0               |                    | -                  | -                  |             | -           | -           | 21     | 1      |        |
| 2013-2014            | Zulte Waregem        | PL                   | 14         | 0          | CB              | 1               | 0               | UCL+UEL            | 1+1                | 0                  |             | -           | -           | 17     | 0      |        |
| 2014-2015            | Westerlo             | PL                   | 22         | 0          | CB              | 1               | 0               |                    | -                  | -                  |             | -           | -           | 23     | 0      |        |
| 2015-gen. 2016       | Zulte Waregem        | PL                   | 8          | 0          | CB              | 1               | 0               |                    | -                  | -                  |             | -           | -           | 9      | 0      |        |
| Totale Zulte Waregem | Totale Zulte Waregem | Totale Zulte Waregem | 42         | 1          |                 | 3               | 0               |                    | 2                  | 0                  |             | -           | -           | 47     | 1      |        |
| gen.-giu. 2016       | Ostenda              | PL                   | 13         | 1          | CB              | 0               | 0               |                    | -                  | -                  |             | -           | -           | 23     | 1      |        |
| 2016-2017            | Ostenda              | PL                   | 20         | 1          | CB              | 5               | 0               |                    | -                  | -                  |             | -           | -           | 25     | 1      |        |
| Totale Ostenda       | Totale Ostenda       | Totale Ostenda       | 33         | 2          |                 | 5               | 0               |                    | -                  | -                  |             | -           | -           | 38     | 2      |        |
| Totale carriera      | Totale carriera      | Totale carriera      | 97         | 3          |                 | 9               | 0               |                    | 2                  | 0                  |             | -           | -           | 108    | 3      |        |

## Palmarès

### Club

#### Competizioni nazionali
- Coppa del Belgio: 1

Gent: 2021-2022